# Game of Love
Game of Love è il sesto album in studio del gruppo musicale tedesco Bad Boys Blue, pubblicato nel 1990.

## Tracce
1. Queen of Hearts – 4:11
2. Jungle in My Heart – 3:38
3. I Don't Know Her Name – 3:23
4. Jenny, Come Home – 3:49
5. Chains of Love – 3:46
6. How I Need You – 3:37
7. I Need a Woman – 4:12
8. I Don't Wanna Lose You – 3:13
9. I Am Your Believer – 3:32
10. Queen of Hearts (Remix) – 4:16